# Podosorus
Podosorus, monotipični rod paprati iz tribusa Microsoreae, dio potporodice Microsoroideae, porodica osladovki. Jedina vrsta je filipinski endem P. angustatus
Rod je opisan u Kew Bull. 20: 455 (1967)

## Opis
To je rijedak i izuzetan filipinski monotipski rod, koji se razlikuje se po svojim stabljikastim sorusima (struktura kod paprati i srodnika paprati koja sadrži nakupine sporangija; mn.: "sori".) koji iskaču na rubu lista. Zadnji put je prikupljen 1961. iz udaljenog mjesta u San Marianu, Isabela. Iako su terenski istraživači već pokrili različita staništa kako bi zabilježili sve pteridofite u zemlji, to još nije dovršeno. Lokacije na terenu ponovno su pregledane i još uvijek prikupljaju nove svojte koje prethodno nisu bile zabilježene.

## Sinonimi
Nema